# Lowsar
Lowsar (tschetschenisch: Ловзар, Spaß oder Spiel) ist ein Tanzensemble des populären tschetschenischen Jugendorchesters, das weltweit Tourneen unternimmt. Es trägt zur Verbreitung der traditionellen tschetschenischen Kultur bei.

## Geschichte
Gegründet wurde das Tanzensemble im Jahr 1983 im Republikaner-Pionier-Palast in Grosny. Als im Jahr 1994 der erste Tschetschenienkrieg ausbrach, löste sich die Gruppe Lowsar auf.
Im Jahr 1995 fanden sich die 30 weiblichen und männlichen Ensemblemitglieder wieder zusammen und gründeten Lowsar. Wegen des zweiten Tschetschenienkrieges musste das Tanzensemble Grosny wieder verlassen und ließ sich in Naltschik (Kabardino-Balkarien) nieder. Die neue Lowsar-Gruppe fand im Exil weitere neue Mitglieder. Lowsar erhielt zahlreiche Preise aus vielen anderen Ländern.

## Trivia
Die tschetschenische Popsängerin und Tänzerin Makka Sagaipowa ist Mitglied des Tanzensembles.